# Eilandmolen
De Eilandmolen of Molen van Sint-Lievens-Houtem is een oude watermolen die zich in de straat Eiland in Sint-Lievens-Houtem bevindt.
Al in 1210 stond er een molen op de Molenbeek, die in de 15e eeuw eigendom was van de Gentse Sint-Baafsabdij. De molen wordt sinds 1959 niet meer gebruikt. De bakstenen molen onder zadeldak dateert uit de 19de eeuw. In 1994 werd de molen beschermd als monument. In 2007 kocht de Vlaamse Landmaatschappij de molen en voerde er instandhoudingswerken uit. Bedoeling is op termijn de molen en het molenhuis te herstellen.

## Afbeeldingen

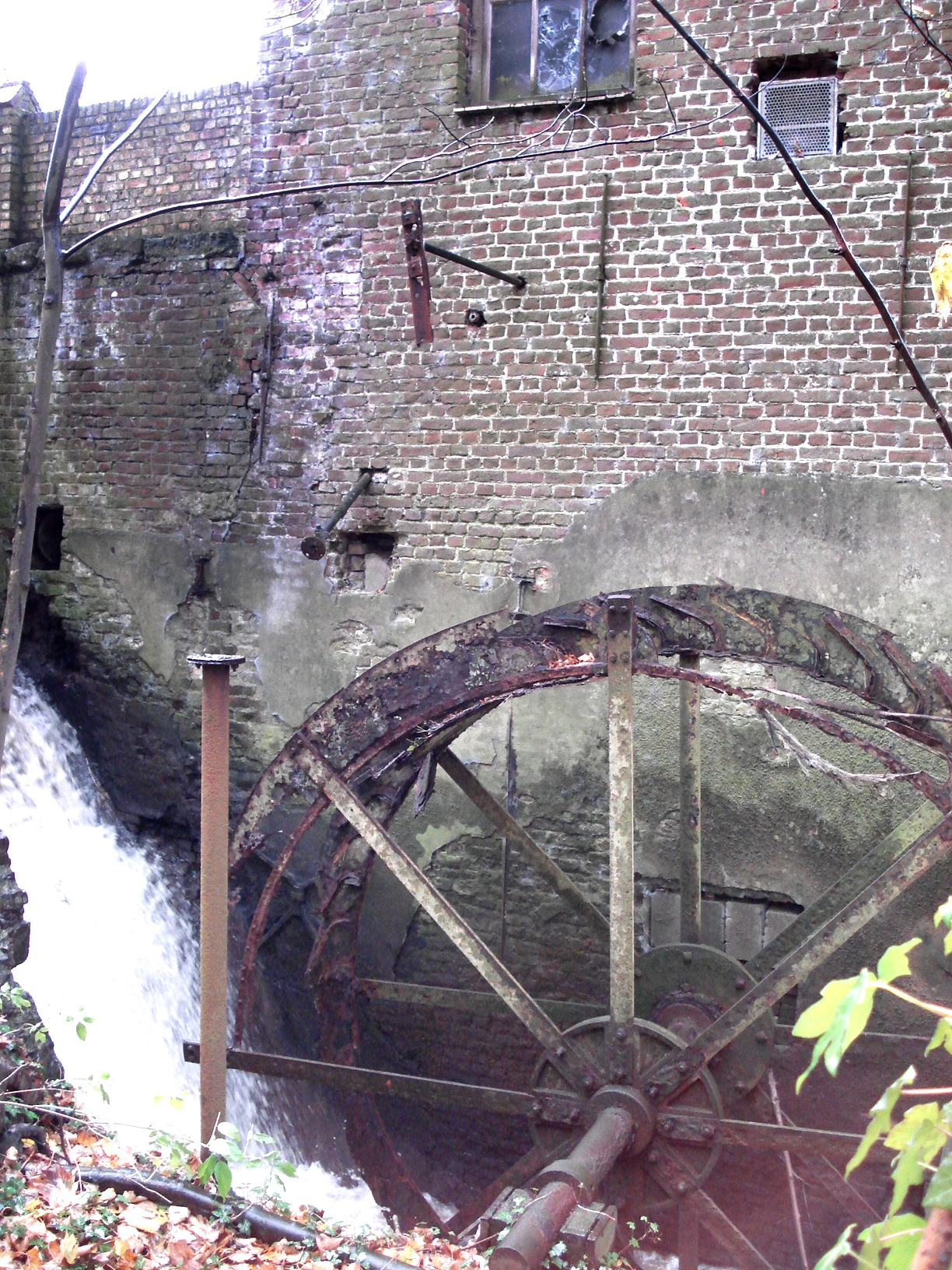
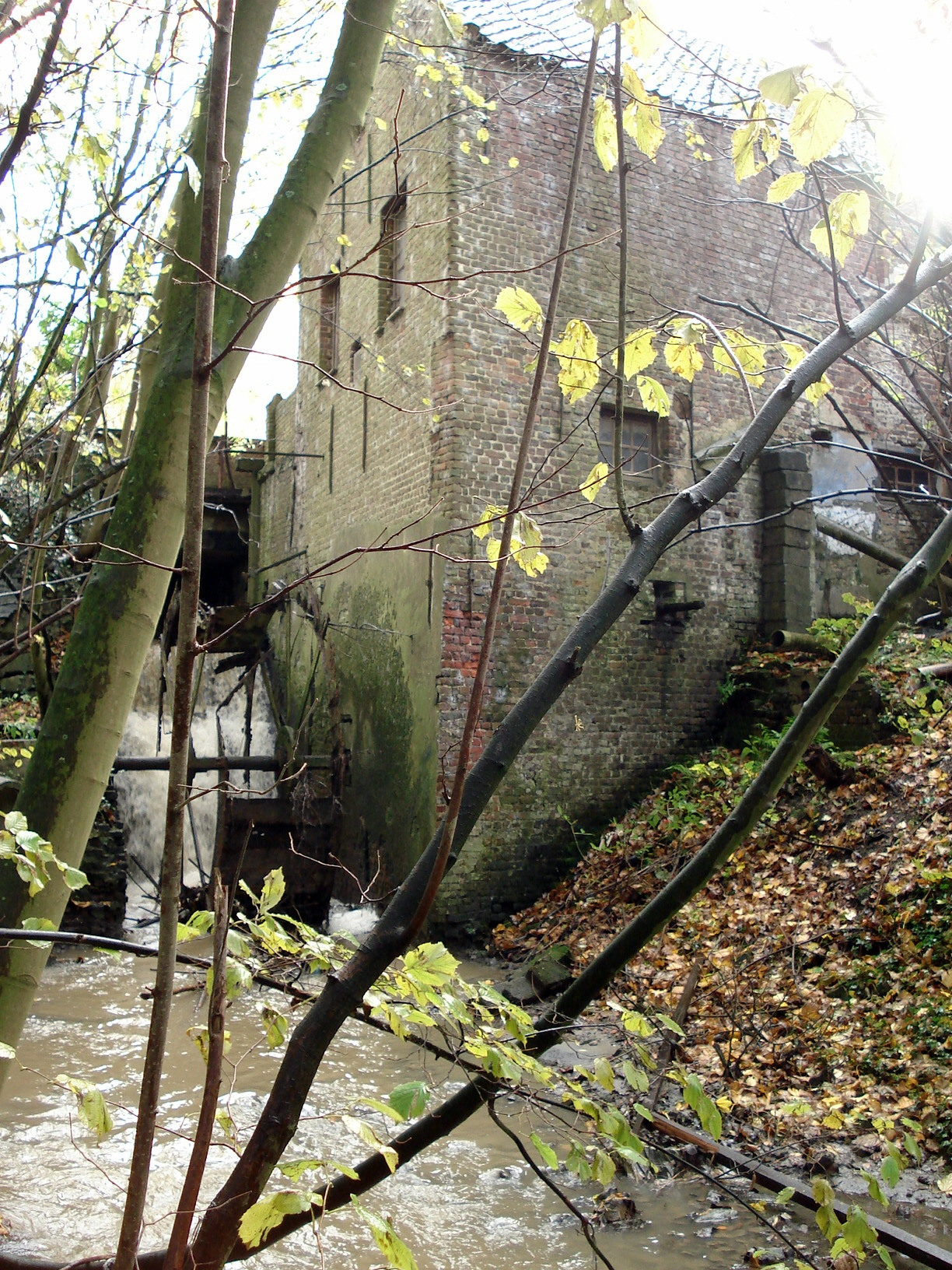